# 키스 (1896년 영화)

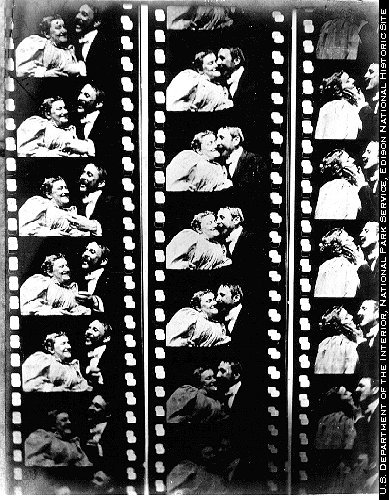

《키스》(영어: The Kiss)는 1896년 영화로, 대중에게 상업적으로 보여진 최초의 영화 중 하나이다. 약 18초 동안 뮤지컬 《위도우 존스》의 마지막 장면에서 메이 어윈과 존 C. 라이스의 키스를 재연하는 장면을 그렸다. 이 영화는 토머스 에디슨을 위해 윌리엄 하이제가 감독했다. 이 영화는 1896년 4월 미국 최초의 영화 스튜디오인 에디슨 스튜디오에서 제작되었다. 당시 에디슨은 뉴저지주 웨스트 오렌지에 있는 블랙 마리아 스튜디오에서 일하고 있었다.
1999년 미국 의회도서관에 의해문화적으로 중요한 것으로 간주되어 미국 국립영화등기부에서 보존 대상으로 선정되었다.